# Alajeró
Alajeró – gmina położona na południowym wybrzeżu wyspy La Gomera, w prowincji Santa Cruz de Tenerife na Wyspach Kanaryjskich. Siedzibą gminy jest osada Alajeró.
Populacja gminy wynosi 2142 (ISTAC, 2007) osoby, przy gęstości zaludnienia  43,33 osoby/km² i całkowitym obszarze 49,43 km².

## Osady
- Alajeró (576)
- Antoncojo (78)
- Aguayoda (44)
- Barranco de Santiago o Guarimiar (55)
- Imada (152)
- Playa de Santiago (1159)
- Quise (9)
- Targa (69)
- Benchijigua